# Régészet

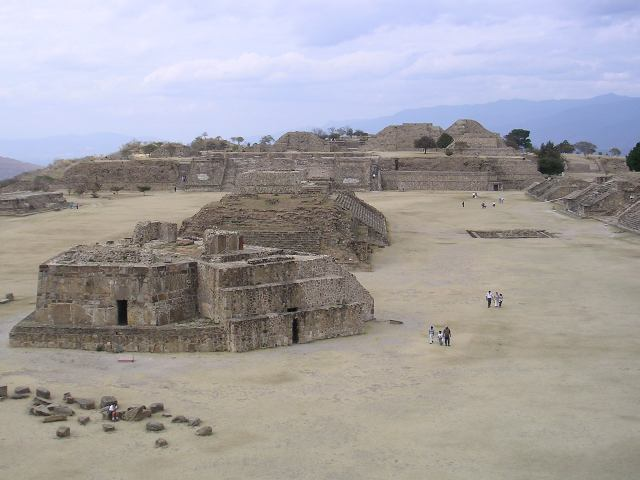
Mexikóban talált indián (zapoték) romváros régészeti feltárása, (Monte Albán, Oaxaca)

 A régészet vagy archeológia tudománya a régi korok kultúráit tanulmányozza különböző tárgyi leletek alapján.

## Bevezetés
A régészet legfontosabb társtudománya a történettudomány, amely a régészek kutatási eredményeit is felhasználja a történelem feltárásához. További társtudományai az antropológia, (fizikai és kulturális antropológia), paleontológia, (paleozoológia és paleobotanika: őslény- és ősnövénytan), földtudomány, nyelvészet és művészettörténet. A régészetet a történettudomány, nyelvészet és művészettörténet eszközeivel ötvözi például az egyiptológia és az asszíriológia.
Magyarországon régészetet az Eötvös Loránd Tudományegyetemen, a Szegedi Tudományegyetemen és a Pécsi Tudományegyetemen, valamint a Pázmány Péter Katolikus Egyetemen tanítanak.

## A régészet módszerei és fő területei

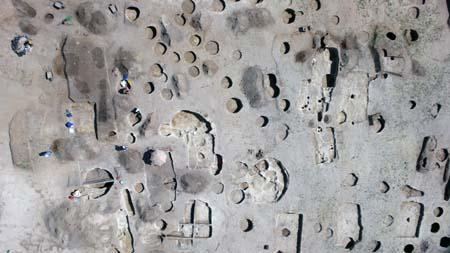
Felsőpakony, ásatás. Légifotó

A régészek leggyakoribb módszere az ásatás, amikor a föld alól tárják fel pontos tervek és rendszerezés alapján a múltbeli épületek vagy sírok maradványait. Ezenkívül víz alatti és barlangi régészeti kutatások is előfordulnak.
A régészet hazánkban is gyakorolt fontos ágai:
Ősrégészet (őskőkorszak, neolitikum, rézkor), a bronzkor és a vaskor régészete.

Egyiptomi régészet (egyiptológia).

Klasszikus régészet /"classica archaeologia"/ (Görögország és Róma).

Középkori régészet (ezen belül például a népvándorláskor, a honfoglalás-kor, az Árpád-kor és a késő középkor régészete)

## Emlékek a föld alatt
Sok olyan régi város vagy városrész van, ahol a legöregebb házak bejárata az utca szintje alatt található. Ennek nem az az oka, hogy mint a mesékben, a városok elsüllyednek, hanem az, hogy a földfelszín szintje sokféle lassan és észrevétlenül, de emelkedik. De hogyan? A levegőben milliónyi porszemcse lebeg, és ez a por leülepedik a földre, és egyre emeli a felszínt. Sok házat és várat így temetett be a szél.

## Régészet válfajai és társtudományai
Helyszín alapján:
- Légirégészet
- Víz alatti régészet

Egyes fajtái:
- Bibliai régészet
- Enviromentális régészet (környezet)
- Indusztriális (ipari) régészet
- Kísérleti régészet
- Posztmedievális régészet (középkor utáni)
- Törvényszéki (igazságügyi) régészet (forensic archeology) – tömegsírok exhumálása
- Városi régészet (urban archeology)

Az elméleti régészet válfajai:
- Analitikus régészet
- Etnoarcheológia (kulturális antropológia)
- Feminista régészet
- Kognitív régészet
- Marxista régészet
- Posztprocesszualista régészet
- Processzuális régészet
- Szimbolista és strukturális régészet
- Új régészet

Segédtudományai:
- Antropológia
- Archeobotanika
- Archeogenetika
- Archeográfia
- Archeometallurgia
- Archeometria
- Archeozoológia
- Dendrokronológia
- Epigráfia
- Geoarcheológia
- Geofizika
- Hidroarcheológia
- Numizmatika
- Paleobotanika
- Paleontológia
- Petroarcheológia
- Restaurálás
- Stratigráfia

## Fő régészeti korszakok
- Paleolitikum (őskőkor vagy pattintott kőkorszak) – Európában kb. az i. e. 10. évezredig
- Mezolitikum (Átmeneti kőkor) – Európában kb. az i. e. 10. évezred és i. e. 8. évezred között
- Neolitikum (újkőkor vagy csiszoltkő-korszak) – Európában kb. i. e. 8. évezred – i. e. 5. évezred
- Kőrézkor – Európában kb. i. e. 5. évezred – i. e. 3. évezred
- Bronzkor – Európában kb. i. e. 3. évezred – i. e. 1. évezred
- Vaskor – Európában az i. e. 1 évezred folyamán
- Római kor – a Kárpát-medencében 1. század – 5. század
- Népvándorláskor – 5. század – 9. század

## Régészeti kultúrák
A régészek a jellegzetes azonosságokat mutató leletegyütteseket földrajzi terület, illetve korszak szerint összekapcsolják, mint a feltételezhetően összetartozó emberi közösségek, törzsek vagy népek hagyatékát. Ezeket az összetartozó leletegyütteseket, illetve a mögöttük álló hajdani kultúrákat nevezik régészeti kultúráknak.

## Régészettel foglalkozó intézmények Magyarországon
Régészeti intézet
- MTA Régészeti Intézete

Múzeumok
Tanszékek
- Régészettudományi Intézet, Eötvös Loránd Tudományegyetem BTK, Budapest
- Régészeti Tanszék, Szegedi Tudományegyetem BTK, Szeged
- Régészeti Tanszék, Pécsi Tudományegyetem BTK, Pécs
- Régészeti Tanszék, Pázmány Péter Katolikus Egyetem BTK, Piliscsaba
- Őstörténeti és Régészeti Tanszék, Miskolci Egyetem BTK, Miskolc

Magáncégek